# Jean-Pierre Drouet
Jean-Pierre Drouet (* 1935 in Paris) ist ein französischer Perkussionist und Komponist. 
Drouet musste aufgrund eines Unfalls das Klavierspiel aufgeben. Daraufhin studierte er bei René Leibowitz, Jean Barraqué und André Hodeir. In Indien erlernte er außereuropäische Schlaginstrumente wie die Tabla.
Anschließend an seine Ausbildung unternahm er eine Konzertreise mit Luciano Berio und Cathy Berberian in die Vereinigten Staaten. Er ist Spezialist für Neue Musik und seit den 1960er Jahren an Uraufführungen zahlreicher zeitgenössischer Werke von Berio, Karlheinz Stockhausen, Iannis Xenakis oder Mauricio Kagel beteiligt. Gemeinsam mit Vinko Globokar, Carlos Roqué Alsina und Michel Portal gehörte er von 1969 bis 1982 zu der Improvisationsgruppe New Phonic Art, die wesentlich zur Entwicklung Neuer Improvisationsmusik beigetragen hat. Daneben ist er auch mit Musikern wie Daniel Humair und Max Roach, später auch mit Françoise Kubler, Fred Frith, Louis Sclavis oder Michael Riessler aufgetreten. Er spielte aber auch als Begleiter der Gesangsgruppe Les Double Six oder der Pianistinnen Katia und Marielle Labèque.
Als Komponist hat er für das Theater (Jean-Marie Serreau, Claude Régy), den Tanz (Brigitte Lefèvre, Théâtre du Silence, Jean-Claude Gallotta) und den Konzertsaal (Atelier théâtre et musique-ATEM, Musica 38e rugissants, Orchestre de Paris und Les Percussions de Strasbourg) geschrieben. Dank der Zusammenarbeit mit Mauricio Kagel, Georges Aperghis, Michael Lonsdale und Édith Scob hat er für sich das „Neue Musiktheater“ entdeckt. Er entwickelte eine szenische Praxis, als er sich die Musik-Maschinen von Claudine Brahem eroberte; auch komponierte er für die „Pferdemenschen“ von Bartabas.

## Diskographie (Auswahl)
- Berio: Circles / Sequenza I / Sequenza III / Sequenza V
- New Phonic Art. (Wergo 1971)
- Drouet, Frith, Sclavis: I Dream of You, Jumping (Victo 2001)
- Entente Préalable (Le Monde la Musique 2002)